# Carlos do Carmo: Um Homem no Mundo
Carlos do Carmo: Um Homem no Mundo é um documentário biográfico português sobre a vida do cantor Carlos do Carmo, foi realizado e produzido por Ivan Dias. Estreou-se nos cinemas de Portugal a 9 de Abril de 2015.

## Elenco
- Carlos do Carmo
- Pilar del Río
- Ivan Lins
- Rui Vieira Nery
- Júlio Pomar